# Pseudopsyllo
Pseudopsyllo scutigera es una especie de araña araneomorfa de la familia Araneidae. Es el único miembro del género monotípico Pseudopsyllo. Es originaria de Camerún.